# Anomala punctulicollis
Anomala punctulicollis är en skalbaggsart som beskrevs av Ohaus 1893. Anomala punctulicollis ingår i släktet Anomala och familjen Rutelidae. Inga underarter finns listade i Catalogue of Life.